# Aeroportul Kempsey
Aeroportul Kempsey (IATA: KPS, ICAO: YKMP) este un aeroport din Kempsey⁠(d), Noul Wales de Sud, Australia. A fost numit după Kempsey⁠(d).
Situat la o altitudine de 7 m, aeroportul dispune de o singură pistă. Este operat de Kempsey Shire⁠(d).